# HD224733
HD224733 — подвійна зоря. 
Дана подвійна система має видиму зоряну величину в смузі V приблизно 8,5.

## Подвійна зоря
Головна зоря цієї системи належить до хімічно пекулярних зір й має спектральний клас A.
Інша компонента має  спектральний клас F.